# ماوغورزاتا هولوب-كوفاليك
ماوغورزاتا هولوب-كوفاليك (من مواليد 30 أكتوبر 1992) هو عداء بولندي متخصص في سباق 400 متر. فازت بميداليتين في دورة الألعاب الأولمبية الصيفية 2020، الذهبية مع فريق التتابع البولندي المختلط 4 × 400 متر والفضية كعضو في فريق التتابع 4 × 400 متر للسيدات.
مثلت بلدها في بطولتين عالميتين خارجيتين وبطولتين داخليتين وفازت بالميدالية الفضية في التتابع في بطولة العالم لألعاب القوى 2016 داخل الصالات.
أفضل رقم شخصي لديها في هذا الحدث هو 51.18 ثانية في الهواء الطلق ورقم 52.57 ثانية في صالات الداخلية.